# Anton Möse

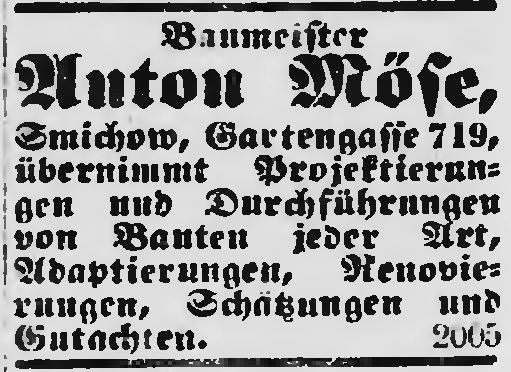
Inzerát firmy Anton Möse, Smíchov, 1905

Anton Möse (1861 Markersdorf – 8. prosince 1932 Praha) byl pražský stavitel německého původu žijící v Praze, zakladatel stejnojmenné stavební firmy (Anton Möse).

## Život
Narodil se v Markersdorfu v Sasku (dnes Německo). V Praze byl nejprve inženýrem u firmy Ringhoffer na Smíchově. V roce 1897 vykonal stavitelské zkoušky a začal podnikat ve stavebnictví.

### Rodinný život
Byl ženat, s manželkou Johannou, rozenou Hrachowcovou (1865–1896), pocházející z Jablonného v Podještědí (Gabel), se kterou měl syny Bertholda, Antona (ing.) a Richarda a dcery Hermínu (provdaná Bláhová), Hannu (provdaná Meiwaldová) a Elis (provdaná Botichenová). Rodina žila na Smíchově.

## Dílo

### Firma Möse
Poté, co Anton Möse složil stavitelské zkoušky, založil (po roce 1897) na Smíchově stavební firmu Möse. Podle dobových požadavků stavěla firma domy ve stylu secese, expresionismu a konstruktivismu. Nad průměrnou kvalitu vyniká chirurgický pavilon nemocnice v České Lípě, který je zapsán v seznamu kultnrních památek a činžovní dům ve Štefánikově ulici 270/45 (Praha–Smíchov).
Synové Berthold (1886–??) a ing. Anton Möse (1888–1951) ve stavebnictví podnikali i po smrti otce. Syn Berthold obdržel stavitelskou licenci v roce 1918. Příslušníci rodiny získali německé státní občanství v roce 1939. Po druhé světové válce byl majetek ing. Antona Möseho konfiskován.

### Zrealizované stavby
Firma Anton Möse zajišťovala výstavbu, případně i projekci, např.:
- po 1893 – Hergetova cihelna (Sedlec), stavba podle návrhu berlínské firmy Wilhelm Eckardt & Ernst Hotop[9]
- 1902–1903 – Čp. 1074, Zborovská 30, Pavla Švandy ze Semčic 5, Praha 5-Smíchov, architekt pravděpodobně Alois Čenský[10]
- 1906–1909 – stavitel Klárova ústavu slepců (Praha, Malá Strana)[6]
- 1909–1910 – Vinohradská 117, Praha (divadelní dílny, architekt pravděpodobně Miroslav Stöhr, 1859–1929)[11]
- 1908–1921 – Kleine Bühne (Malá scéna Nového německého divadla, architekti Josef Zasche a Alfred Pollak)[12]
- 1923–1925 – Česká eskomptní banka Ústí nad Labem, Bílinská čp. 175, (architekt Karel Jaray styl individualistické moderny s prvky pozdní geometrické secese)[13]
- 1927–1928 – Pojišťovna Dunaj, palác na rohu Spálené a Purkyňovy ulice v Praze, projekt architekt Adolf Foehr
- 1932–1933 – Chirurgický pavilon nemocnice v České Lípě, vyprojektovaný firmou Anton Möse[14]